# Colocasia gaoligongensis
Colocasia gaoligongensis là một loài thực vật có hoa trong họ Ráy (Araceae). Loài này được H.Li & C.L.Long mô tả khoa học đầu tiên năm 1999.